# Serra Azul (Ceará)
A Serra Azul é uma serra localizada no sertão central cearense no município de Ibaretama. Seu ponto culminante está a 748 metros de altitude, sendo o 14º mais elevado do estado do Ceará. É divisor de águas entre as bacias hidrográficas do rio Piranji e do rio Sitiá.
É um dos maciços residuais dispersos nas Depressões Sertanejas do interior cearense.

## Clima
Devido a suas baixas altitudes (menor que 800 m), sua grande distância do litoral (aproximadamente 130 km em linha reta) e sua pequena área total é considerada uma "serra seca", ou seja, apresenta características semi-áridas em toda a sua extensão.

## Vegetação
Sua vegetação em baixas altitudes é a caatinga arbustiva densa e, em altitude mais elevadas, floresta caducifólia espinhosa, ou caatiga arbórea. Apesar do intenso desmatamento nas áreas circundantes da serra, a vegetação das áreas mais elevadas permanece preservada pois, devido à grande inclinação de suas encostas, apenas as áreas do sopé são utilizadas para a agricultura. As principais culturas são de milho e feijão.

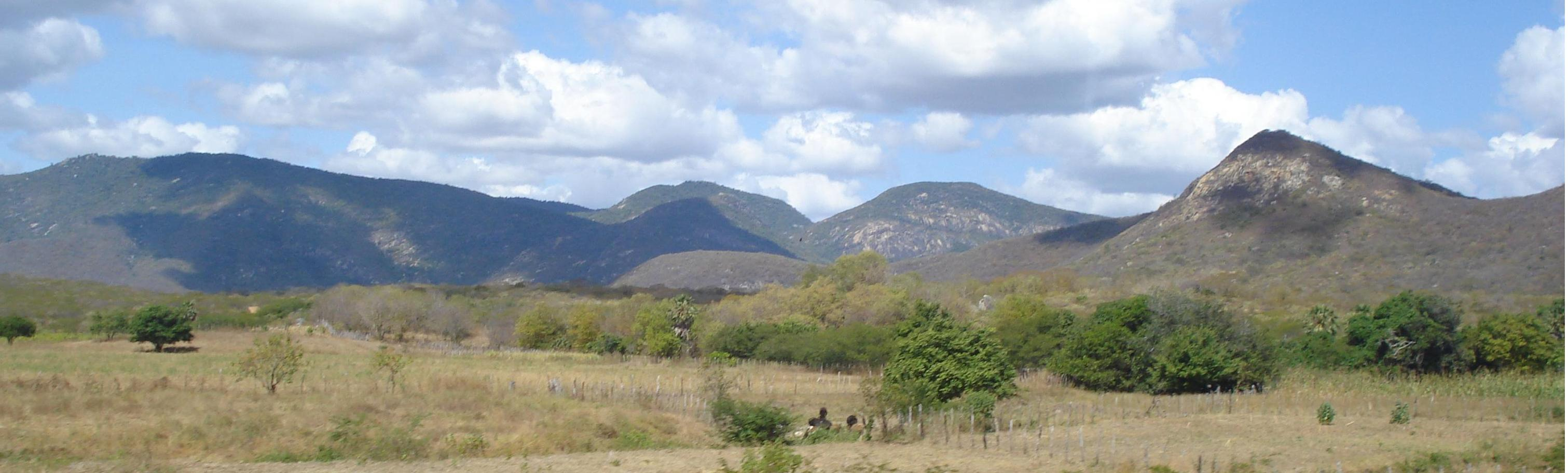
A Serra Azul está localizada no município de Ibaretma/Ceará.